# Cuádruplex

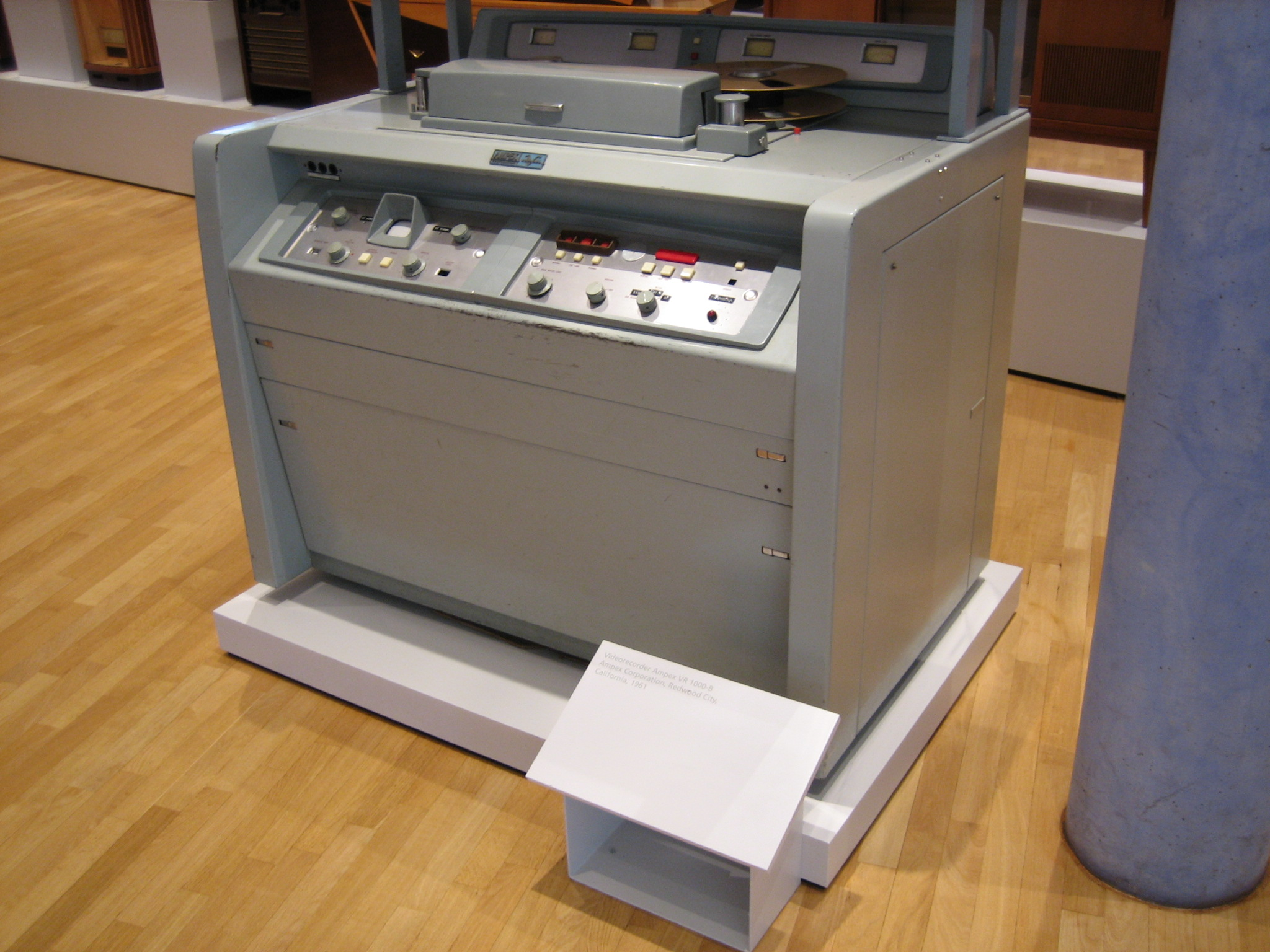
Un videograbador cuádruplex

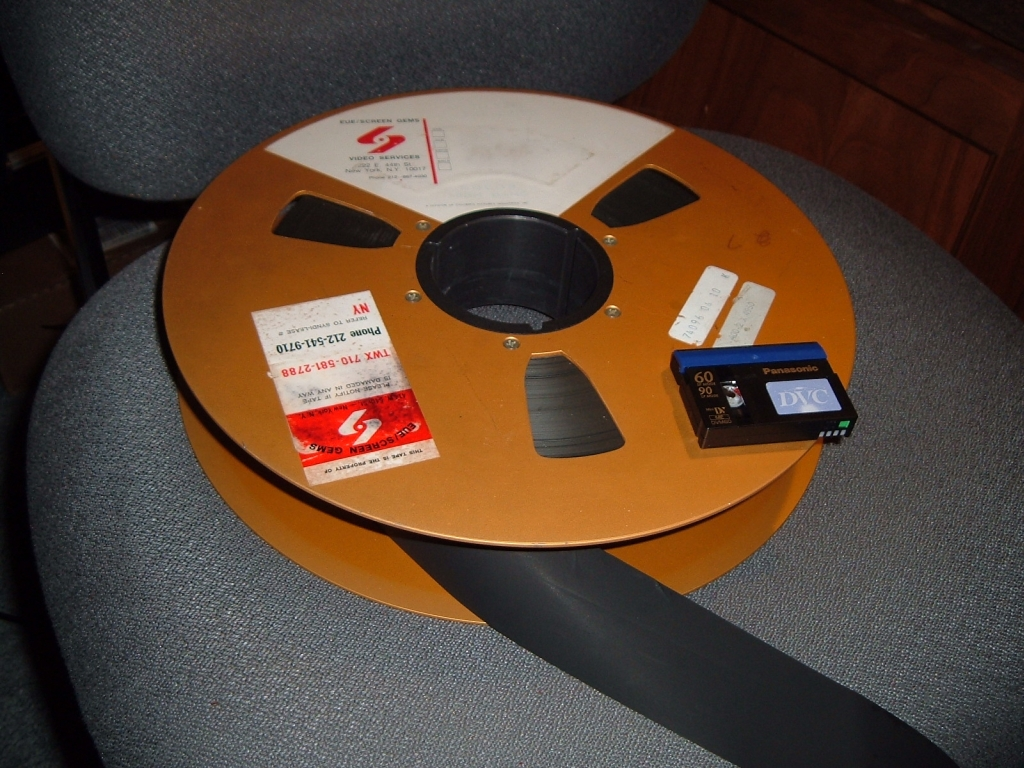
Cinta cuádruplex

Cuádruplex fue el primer magnetoscopio comercial. AMPEX 1956. Grababa imágenes en blanco y negro NTSC. Llegó a España en 1960. Revolucionó la industria de la televisión.
- Formato de cinta: 2 pulgadas (5 cm).
- Tecnología: Válvulas de vacío.
- Peso: 500 kg.

Sistema de exploración transversal segmentado. Utiliza un tambor de cabezas con 4 cabezas de vídeo, de ahí su nombre. Dicho tambor giraba a 250 vueltas por segundo (15000 vueltas por minuto) lo que requería que el motor tuviera cojinetes de aire. La cinta al paso por los cabezales se mantenía firmemente sujeta por medio de una guía de vacío. Su carácter segmentado hace imposible la parada de imagen. 
El montaje con el Cuádruplex se realizaba, al principio, mediante el corte físico. Para ello se inventó el empalmador de cinta.
Posteriormente se diseñaron magnetoscopios editores (AVR1 de Ampex), con los que se podían montar los programas con empalme electrónico.
Se estuvieron usando hasta principios de los años 80.
- Datos: Q2121997